# Catherine Coleman
Catherine G. Coleman (født 14. december 1960) er en amerikansk astronaut udtaget i astronautgruppe 14 den 5. december 1992.
Coleman afsluttede i 1978 Woodson High School i Fairfax (Virginia) og studerede derefter kemi på Massachusetts Institute of Technology. Hendes bachelor fik hun i 1983.
Hun har som astronaut deltaget i to rumflyvninger med rumfærgen (STS-73 og STS-93) og har tillige deltaget i Soyuz TMA-20 flyvningen efter at have været ombord på Den Internationale Rumstation (Expedition 26/27).